# Kilómetro Setenta y Cinco
Kilómetro Setenta y Cinco är en ort i Mexiko.   Den ligger i kommunen Tampico Alto och delstaten Veracruz, i den östra delen av landet, 300 km nordost om huvudstaden Mexico City. Kilómetro Setenta y Cinco ligger 11 meter över havet och antalet invånare är 277.
Terrängen runt Kilómetro Setenta y Cinco är platt. Havet är nära Kilómetro Setenta y Cinco österut.  Närmaste större samhälle är Tampico Alto, 17,8 km norr om Kilómetro Setenta y Cinco. 